# Кирказон
Кирказо́н, или Аристоло́хия (лат. Aristolóchia) — род многолетних трав и деревянистых лиан семейства Кирказоновые (Aristolochiaceae). Насчитывает около 480 видов, распространённых в тропическом, реже в умеренном поясах.

## Название
Русское родовое название «кирказон» — слово неясного происхождения. Иногда встречается транслитерацию латинского родового названия Aristolochia – аристолохия (от др.-греч.  ἀριστεύς — лучший и др.-греч.  λοχεία  – роды: растение употреблялось в акушерстве как лекарство для изгнания последа и усиления послеродового очищения). 

## Ботаническое описание
Виды рода Кирказон представляют собой многолетние травянистые растения с гладкими прямостоячими или вьющимися побегами или деревянистые лианы.
Листья простые, черешковые, очерёдные, у многих видов сердцевидной формы.
Цветки зигоморфные, собраны в короткие соцветия в пазухах листьев. Венчик, как правило, отсутствует. Околоцветник трубчатый, внизу раздутый, на верхнем конце у большинства видов с косым языковидным отгибом. Тычинок 3—6, короткие, сросшиеся со столбиком, образуя так называемый гиностемий. Цветки перекрёстноопыляемые, рыльца созревают раньше пыльников, что исключает самоопыление.
Плод — сухая шаровидная или грушевидная коробочка.

### Процесс опыления
Кирказон — энтомофильное, то есть опыляемое насекомыми растение, опылителями в основном являются мухи, жуки и комары.
Очень интересен процесс опыления у этих растений. Пятнистая окраска отогнутого язычка околоцветника напоминает гниющее мясо, цветки многих видов также испускают неприятный запах, привлекающий мух. Внутри трубчатой части околоцветника имеются косо направленные внутрь волоски, мешающие проникшему в цветок насекомому выползать назад, поэтому муха оказывается в ловушке и, ползая в поисках выхода, опыляет цветок. После опыления волоски вянут и опадают, открывая выход, а пыльники раскрываются, осыпая пыльцой выползающее насекомое, которое летит на другой цветок и там процесс повторяется.
У нескольких южноамериканских видов цветок устроен ещё более сложно: кроме ловушки он имеет дополнительную камеру, так называемую «тюрьму», где и расположены органы размножения цветка. Причём стенки «тюрьмы» имеют цвет более светлый, чем стенки ловушки, и насекомое, устремляясь к свету, заползает туда. После опыления, наоборот, светлее становится ловушка

## Места обитания
Большинство видов кирказона произрастают в областях тропического климата Америки, Африки и Азии и лишь несколько видов встречаются в зонах умеренного климата. На территории России — 5 видов (в европейской части и на Северном Кавказе, на Дальнем Востоке). В Казахстане также известен под местным названием «жиренше».

## Токсичность
Растения содержат аристолохиевую кислоту, которая обладает канцерогенным, мутагенным и нефротоксическим действием. Употребление их или их отваров в пищу приводит к поражению почек — аристолохиевой нефропатии (балканская эндемическая нефропатия).
С 1981 года препараты, содержащие аристолохиевую кислоту, запрещены в Германии и Австралии, с 1982 года — в Египте. С 1999 года БАДы, содержащие аристолохию, запрещены в Великобритании, с 2001 года — в США.
С 2008 года запрещён ввоз на территорию России, изготовление и продажа биологически активных добавок, в состав которых входит кирказон.

## Применение
Многие виды кирказона декоративны и выращиваются в парках и оранжереях. Огромные цветки Кирказона крупноцветкового (Aristolochia grandiflora) достигают 33 см в длину и 27 см в диаметре. Часто выращивают Кирказон крупнолистный (Aristolochia macrophylla), имеющий листья длиной до 30 см и цветки в форме курительной трубки. Кирказон изящный (Aristolochia elegans) получил название «ситцевый цветок» за своеобразную окраску своих цветков.
Экстрактами из растений этого семейства с древних времён лечились по всему миру. В частности, в Европе Кирказон ломоносовидный (Aristolochia clematitis) использовался как наружное средство. В литературе имеются сведения, что некоторые южноамериканские виды (в частности, Кирказон змеевидный (Aristolochia serpentaria) применялись в местной народной медицине как средство от укусов змей. Однако из-за ядовитости применять препараты из этого растения следует строго по назначению врача.
Кирказон маньчжурский (лат. Aristolochia manshuriensis) входит в состав травяных сборов, считающихся традиционными в Китае, где в результате моды на традиционную китайскую медицину резко выросло количество заболеваний почек.
Кирказон маньчжурский (Aristolochia manshuriensis) является редким видом и занесён в Красную Книгу Российской Федерации. Сбор его для изготовления лекарственных средств ограничен и подлежит обязательному контролю государственных служб.
Различные виды рода Кирказон используются в народной медицине в качестве абортивного средства, а именно: Aristolochia acuminat, Aristolochia clematitis, Aristolochia daemoninoxia, Aristolochia gibertii, Aristolochia heppii, Aristolochia indica, Aristolochia longa, Aristolochia philippinensis, Aristolochia rodriguesii, Aristolochia rotunda, Aristolochia rugosa, Aristolochia sericea, Aristolochia triangularis, Aristolochia trilobata.

## Виды
По информации базы данных WHO (2024) род Кирказон включает 545 подтвержденных вида и 54 вида в статусе "непроверенных". Некоторые из них:
- Aristolochia arborea — Кирказон древовидный [syn.  Aristolochia salvadorensis — Кирказон сальвадорский]
- Aristolochia baetica
- Aristolochia bottae — Кирказон Ботта
- Aristolochia californica — Кирказон калифорнийский
- Aristolochia clematitis — Кирказон ломоносовидный, или Кирказон обыкновенный
- Aristolochia contorta — Кирказон скрученный
- Aristolochia cucurbitifolia — Кирказон тыквеннолистный
- Aristolochia debilis — Кирказон слабый
- Aristolochia elegans — Кирказон изящный
- Aristolochia eriantha — Кирказон шерстистоцветковый
- Aristolochia fimbriata — Кирказон бахромчатый
- Aristolochia gibertii —  Кирказон Жиберта
- Aristolochia gigantea — Кирказон гигантский
- Aristolochia grandiflora — Кирказон крупноцветковый
- Aristolochia iberica
- Aristolochia kaempferi — Кирказон Кемпфера
- Aristolochia labiata — Кирказон губастый [syn.  Aristolochia galeata — Кирказон шлемовидный]
- Aristolochia lindneri — Кирказон Линднера
- Aristolochia littoralis — Кирказон прибрежный [syn.  Aristolochia elegans — Кирказон изящный]
- Aristolochia macrophylla — Кирказон крупнолистный
- Aristolochia manshuriensis — Кирказон маньчжурский
- Aristolochia maxima — Кирказон большой
- Aristolochia parvifolia — Кирказон мелколистный
- Aristolochia passiflorifolia — Кирказон страстоцветолистный
- Aristolochia pontica — Кирказон понтийский
- Aristolochia ringens — Кирказон широкооткрытый
- Aristolochia rotunda typus[15] — Кирказон круглый
- Aristolochia sempervirens — Кирказон вечнозелёный
- Aristolochia serpentaria — Кирказон змеевидный
- Aristolochia tomentosa — Кирказон пушистый
- Aristolochia tricaudata — Кирказон трёххвостый
- Aristolochia watsonii — Кирказон Ватсона

- Aristolichia arborea
- Aristolochia eriantha
- Aristolochia clusii
- Aristolochia grandiflora
- Aristolochia lindneri
- Aristolochia maxima
- Aristolochia labiata
- Aristolochia steupii